# 大學高中 (加利福尼亞州爾灣)
大學高中（英語：University High School）是加州爾灣市五所公立高中之一。設有9至12等四年級。大學高中在1970年創立，校地位於爾灣市區西南方，緊鄰加州大學爾灣分校，共55英畝（22公頃）。大學高中由六個主要教學大樓、一個演藝廳、一個樂團練習樓、一座室內體育場和、一個美式足球場、六個網球場和一個游泳池所組成所組成。

## 引用文獻
1. ↑  . University High School. University High School. 21 May 2013  [10 March 2014]. （原始内容存档于2014年3月11日）.

## 外部連結
- 官方网站